# Ольховская, Александра Игоревна
Ольховская Александра Игоревна (род. 15 июня 1988, Улан-Удэ) — российский ученый, специалист в области лексикологии и лексикографии, кандидат филологических наук, заведующий лабораторией филологических исследований  ГОС ИРЯ им. А. С. Пушкина.

## Образование
В 2010 окончила Новосибирский государственный технический университет по специальности «Филология».
В 2013 году окончила аспирантуру ГОС ИРЯ им. А. С. Пушкина и защитила диссертацию на соискание ученой степени кандидата филологических наук, тема «Лексическая многозначность в общелингвистическом и лексикографическом рассмотрении» под научным руководством известного российского лингвиста и лексикографа профессора В. В. Морковкина.

## Преподавательская и административная работа в высшей школе
Работает в ГОС ИРЯ им. А. С. Пушкина. В настоящее время — заведующий лабораторией филологических исследований.

## Научная работа
Автор более 70 научных и учебно-методических работ на русском и английском языках по вопросам лексикологии и лексикографии. Индекс Хирша — 5. 
В своих работах развивает основанное В. В. Морковкиным оригинальное направление в современном языкознании — словарную лексикологию. Теоретический базис современного подхода к данному направлению отражен в монографии А. И. Ольховской «Полисемия как проблема общей и словарной лексикологии» (2015 г.).
В 2018 году признана лучшим лектором страны по итогам всероссийского конкурса, организованного российским обществом «Знание».
Является автором, соавтором и рецензентом словарей русского языка.
Будучи ведущим научным сотрудником Лаборатории филологических исследований ГОС ИРЯ им. А. С. Пушкина, разработала ряд инновационных образовательных продуктов (учебно-игровой программный комплекс «Операция „Смарткот“» (программа для ЭВМ), а также база данных «Подготовка иностранных граждан к освоению профессиональных образовательных программ на русском языке в вузах РФ в 2015—2017 годах» и др.)

## Основные научные публикации
- Ольховская А. И. Регулярный потенциал лексической синонимии/А. И. Ольховская//Русский язык за рубежом.(2019)
- Ольховская А. И. Лексикография с веком наравне. Некоторые рассуждения о «Словаре модных слов» В. И. Новикова (2-е изд., доп., 2016) и «Словаре языка интернета» М. А. Кронгауза (2016)
- Ольховская А. И. Полисемия как проблема общей и словарной лексикологии. М.: Флинта. (2015)
- Ольховская А. И. Присловарная семантизация многозначности: понятие и лексикографическая процедура // Русский язык за рубежом.(2014)
- Ольховская А. И. Семантико-парадигмальные возможности лексических единиц на фоне их категориальных и некоторых других языковых свойств // Международный аспирантский вестник. Русский язык за рубежом (2012).
- Olkhovskaya, AI. The big universal russian dictionary. Voprosy leksikografii-russian journal of lexicography (2016). Bogacheva, G.F., Olkhovskaya, A.I., Paramonova, M.K. An electronic ideographic dictionary: Theoretical and practical aspects (on the material of the Russian thematic dictionary) (2017).

## Участие в создании лексикографических ресурсов
Словарь корпоративных смыслов московской системы образования (в соавт., 2018).
Выступила рецензентом уникального лексикографического издания, реализованного ГОС ИРЯ им. А. С. Пушкина под редакцией профессора В. В. Морковкина — Большого универсального словаря русского языка.

## Выступления в СМИ
Часто выступает в СМИ в качестве эксперта по современному русскому языку.